# Variable latente
En statistiques, une variable latente est une variable que l'on peut inférer depuis un modèle à partir d'une variable observée. Par exemple, en clustering, le numéro du cluster à laquelle une observation appartient est un exemple de variable latente.